# Mitchell Wolfson Jr.
Mitchell Wolfson Jr., detto Micky (Miami Beach, 30 settembre 1939), è un collezionista d'arte statunitense.

## Biografia
Uomo d'affari e filantropo, è il fondatore del Wolfsonian Museum a Miami Beach in Florida e a Genova Nervi in Italia.
A Miami il nuovo centro di studio fornisce l'accesso ad una collezione sull'evoluzione delle arti decorative, di disegno e di propaganda del periodo 1885-1945. In Italia il museo Wolfsoniana contiene più di 18.000 opere che documentano la storia recente attraverso disegni su carta, dipinti, sculture, mobili e oggetti decorativi.
Ha donato la sua collezione italiana alla Fondazione Cristoforo Colombo a Genova. La città di Genova ha aperto il museo Wolfsoniana e un centro di ricerca a Palazzo Ducale. Wolfson inoltre ha creato il Wolfsonian International Council, un'entità che sosterrà in un concetto di interscambio le mostre fra la Wolfsonian-FIU di Miami e la Wolfsoniana di Genova.